# Franklin River (Gordon River)
Der Franklin River ist ein Fluss im Südwesten des australischen Bundesstaates Tasmanien.

## Geografie

### Flusslauf
Der 125 Kilometer lange Franklin River entspringt am Mount Hugel in der Cheyne Range, die im Südostteil des Cradle-Mountain-Lake-St.-Clair-Nationalparks liegt. Von dort fließt er zunächst nach Süden und durchquert den Lake Undine und den Lake Dixon. Östlich des Mount Gel wendet der Franklin River seinen Lauf nach Westen und unterquert den Lyell Highway westlich des Mount Aerosmith. Damit befindet er sich im Franklin-Gordon-Wild-Rivers-Nationalpark.
An der West Coast Range, unweit der Südspitze des Lake Burbury, wird der Fluss nach Südwesten abgelenkt und folgt der Engineers Range. Von deren Südende fließt der Franklin River nach Süden und mündet zwischen den Siedlungen Grinings Landing und Goulds Landing in den Gordon River.

### Nebenflüsse mit Mündungshöhen
- Surprise River – 404 m
- Stonehaven Creek – 365 m
- Collingwood River – 352 m
- Lucan River – 323 m
- Loddon River – 310 m
- Vera Creek – 308 m
- Joyce Creek – 301 m
- Maud Creek – 261 m
- Ness Creek – 255 m
- Canyon Creek – 233 m
- Livingston Rivulet – 173 m
- Interlude Creek – 115 m
- Andrew River – 114 m
- Jane River – 40 m
- Forester Creek – 20 m
- Roaring Creek – 17 m

(Quelle:)

### Durchflossene Seen
- Lake Undine – 705 m
- Lake Dixon – 664 m[1]

## Geschichte
Seinen Namen erhielt der Fluss nach John Franklin, der von 1836 bis 1843 Gouverneur von Tasmanien war.
In den 1980er-Jahren führte ein Projekt mit dem Ziel, den Fluss aufzustauen, zu einer der größten Umweltkontroversen Australiens. Die Pläne zum Bau des Franklin-Staudamms wurden schließlich fallen gelassen.